# Lei Alan Turing
A Lei Alan Turing é o termo informal para uma legislação do Reino Unido, contida na Lei de Policiamento e Crime de 2017, que funciona como uma lei de anistia para conceder perdão a homens que receberam advertência policial ou foram condenados sob leis históricas que criminalizavam atos homossexuais. A medida recebeu esse nome em homenagem a Alan Turing, matemático, criptoanalista da Segunda Guerra Mundial e pioneiro da computação, condenado por indecência grave em 1952. Turing foi perdoado postumamente em 2013 por meio de uma prerrogativa real de clemência. A lei é aplicável em Inglaterra e País de Gales.
Diversas propostas para uma Lei Alan Turing foram apresentadas antes de sua implementação, e sua adoção tornou-se política governamental a partir de 2015. Em 20 de outubro de 2016, o governo britânico anunciou apoio a uma emenda a Lei de Policiamento e Crime que concederia um perdão póstumo e ofereceria um perdão formal automático a pessoas vivas cujos registros criminais por tais delitos já haviam sido eliminados. Um projeto concorrente, em segunda leitura na época do anúncio, foi bloqueado por obstrução parlamentar [en]. A lei recebeu sanção real em 31 de janeiro de 2017, e o perdão foi implementado no mesmo dia. O perdão abrange apenas homens condenados por atos que não são mais considerados crimes; aqueles condenados por delitos ainda vigentes, como cottaging, sexo com menores ou estupro, não foram perdoados.
O deputado por Manchester Withington, John Leech, frequentemente descrito como o "arquiteto" da Lei Alan Turing, liderou uma campanha de destaque para perdoar Turing e apresentou vários projetos ao Parlamento, culminando no perdão póstumo de Turing.

## Contexto
Todos os atos homossexuais entre homens eram ilegais até a aprovação da Lei de Ofensas Sexuais de 1967 em Inglaterra e País de Gales, da Lei de Justiça Criminal de 1980 na Escócia e da Ordem de Ofensas Homossexuais de 1982 na Irlanda do Norte. Como essas regiões possuem jurisdições distintas e muitos aspectos do direito penal são competências descentralizadas no Reino Unido, o governo britânico, por convenção, legislou o perdão apenas para Inglaterra e País de Gales.
Alan Turing, que inspirou o nome informal da lei, foi um matemático, criptoanalista e um dos fundadores da ciência da computação. Ele faleceu em 1954 em circunstâncias suspeitas, após ser condenado por indecência grave em 1952. A campanha para perdoá-lo foi liderada pelo ex-deputado por Manchester Withington, John Leech, que classificou a manutenção da condenação como "absolutamente repugnante e, no fundo, apenas embaraçosa". Turing recebeu um perdão póstumo em 2013, sob o governo de David Cameron, por meio da prerrogativa real de clemência [en]. Apesar de pedidos de ativistas como Leech, o Astrônomo Real Martin Rees e o jornalista Peter Tatchell [en] por um perdão geral, isso não ocorreu imediatamente. Leech apresentou várias moções e continuou a campanha por meia década, mesmo após perder seu assento nas eleições gerais do Reino Unido de 2015.

## Propostas
A Lei de Proteção das Liberdades de 2012, proposto por David Cameron, introduziu o procedimento de "desconsideração", permitindo que homens com condenações por "indecência grave entre homens" em seus registros criminais solicitassem a exclusão dessas infrações em verificações de antecedentes por tribunais e empregadores, mas não oferecia um perdão formal.
Enquanto na oposição, o Partido Trabalhista, liderado por Ed Miliband, anunciou que implementaria uma Lei Alan Turing se vencesse as eleições de 2015. Posteriormente, o Partido Conservador, sob Cameron, adotou a mesma política. Quando Theresa May assumiu como Primeira-Ministra após a renúncia de Cameron, ela também declarou apoio à Lei Alan Turing.

## Projetos concorrentes
Em junho de 2016, o deputado John Nicolson [en] apresentou um projeto de lei de iniciativa privada, o Projeto de lei sobre crimes sexuais (perdões, etc.) 2016-17, para implementar a proposta. Em outubro de 2016, o governo conservador anunciou que, em vez de apoiar o projeto original de Nicolson para um perdão geral, implementaria as mudanças por meio de uma emenda ao Projeto de Lei sobre Policiamento e Crime de 2016. Essa emenda concederia um perdão póstumo aos falecidos, facilitaria a remoção de condenações para os vivos e ofereceria um perdão formal automático àqueles cujos registros já haviam sido limpos pelo processo de desconsideração. Durante o debate do projeto de Nicolson em 21 de outubro de 2016, o deputado conservador Sam Gyimah o bloqueou por obstrução parlamentar, impedindo seu avanço. A emenda ao Projeto de Lei sobre Policiamento e Crime foi aprovada e recebeu sanção real em 31 de janeiro de 2017.
Os dois projetos diferiam no tratamento de casos em que a condenação envolvia atos ainda considerados crimes sob a legislação atual. Ambos buscavam excluí-los, mas o projeto de Nicolson oferecia um perdão automático, enquanto o do governo exigia o processo de desconsideração prévio. Isso significa que o Ministério do Interior investigaria cada caso de pessoas vivas para garantir que o ato pelo qual foram condenadas não seja mais crime, evitando perdoar homens condenados por sexo com menores ou estupro. De forma controversa, isso também exclui homens presos em banheiros públicos, pois hoje seriam culpados por "atividade sexual em banheiro público". O governo argumentou que, sem essa verificação, homens condenados por tais atos poderiam alegar terem sido perdoados. Nicolson, apoiado pelo grupo LGBT Stonewall, discordou, acusando o governo de "sequestrar" a lei ao anunciar a emenda antes da segunda leitura de seu projeto, afirmando que sua proposta já excluía crimes ainda vigentes. O projeto de Nicolson não limparia registros criminais automaticamente, exigindo o processo de desconsideração, o que poderia gerar casos ambíguos, descritos por James Chalmers, professor da Universidade de Glasgow, como um "perdão de Schrödinger".

## Reações
O anúncio foi amplamente bem-recebido, mas alguns grupos consideraram a medida insuficiente. O ativista George Montague declarou que recusaria o perdão, pois isso implicaria culpa, preferindo um pedido de desculpas do governo.
Matt Houlbrook, professor de História Cultural na Universidade de Birmingham, destacou que o anúncio tinha "importância simbólica e prática" para homens gays vivos com tais condenações em seus registros, mas observou que usar Turing como símbolo o transformava retroativamente em um "mártir gay", uma identidade que ele não buscou em vida. James Chalmers apontou que o processo de desconsideração já oferecia um perdão efetivo e que nenhuma das implementações da Lei Alan Turing poderia perdoar atos tecnicamente criminosos, mas raramente processados, como sexo entre um jovem de 16 e outro de 15 anos ou em certos locais públicos.
Como a lei e o processo de desconsideração aplicam-se apenas à Inglaterra e ao País de Gales, grupos na Irlanda do Norte e na Escócia passaram a defender leis equivalentes em suas jurisdições. O Lei de Ofensas Sexuais Históricas (Perdão e Desconsideração) (Escócia) de 2018 introduziu um sistema de "desconsideração" semelhante na Escócia em 2019.
A partir de janeiro de 2017, cerca de 49.000 homens haviam sido perdoados postumamente sob os termos da Lei de Policiamento e Crime de 2017.